# Muž s modrým rukávcem
Muž s modrým rukávcem (italský název Ritratto di Ariosto) je obraz od benátského malíře Tiziana z roku 1510, který se nachází v Národní galerii v Londýně a jehož rozměry činí 81,2 × 66,3 cm. Obraz byl vždy vysoce ceněn pro svou kvalitu, avšak o totožnosti zpodobněného se vedly rozsáhlé diskuse. Dlouho byl považován za Ariostův portrét, poté za Tizianův autoportrét, ale v roce 2017 jej galerie pojmenovala jako Portrét Gerolama Barbariga. V souvislosti s názvem ovšem nepanuje jednotnost, bývá též označován prostě jako Portrét muže, Muž s modrým rukávcem a aj.
Umístění parapetu, nízkého dřevěného nebo kamenného parapetu či římsy, mezi zobrazovaný subjekt a diváka je běžným prvkem raně renesančních italských portrétů, jako užitečný způsob „řešení hlavního kompozičního problému“ portrétů v menší než plné velikosti, jak „odůvodnit řez postavou“. Tím, že velký rukáv mírně vystupuje za parapet, Tizian „převrací“ obvyklý efekt bariéry a přenáší prostor obrazu do „prostoru diváka“. Otočená póza s mírně nakloněnou hlavou a zdánlivě zdviženým obočím, přesně v polovině kompozice, dodává obrazu život a dramatičnost. „Široký spirálovitý pohyb v hloubce hlavy a paže“ naznačuje, že Tizian měl určité povědomí o soudobém vývoji malířství ve Florencii. Rukáv je brilantně namalován a „splynutí zastíněných částí postavy s šedým atmosférickým pozadím ... je jedním z nejinovativnějších a nejvlivnějších aspektů obrazu“.
Obraz pochází z klíčového období vývoje italského renesančního portrétu, kterému tehdy vévodily Benátky. Podle kunsthistorika Johna Steera si Tizian zachovává „náladu zobecněného vnitřního tajemství“, kterou do svých portrétů vnesl Giorgione, ale ukazuje osobnost a „fyzickou jistotu“ své postavy s novou silou a realismem. Do jisté míry je „zanícený pohled“ této a dalších postav převzat z obrazů náboženských témat.
Pózu si vypůjčil na dvou autoportrétech Rembrandt, který obraz (nebo jeho kopii) viděl v Amsterdamu. Brzy poté se zřejmě přes Francii dostal do Anglie. Do Národní galerie se dostal v roce 1904 jako položka NG1944 a v roce 2017 byl vystaven v sále 2.

## Dílo

### Atribuce, datum a stav

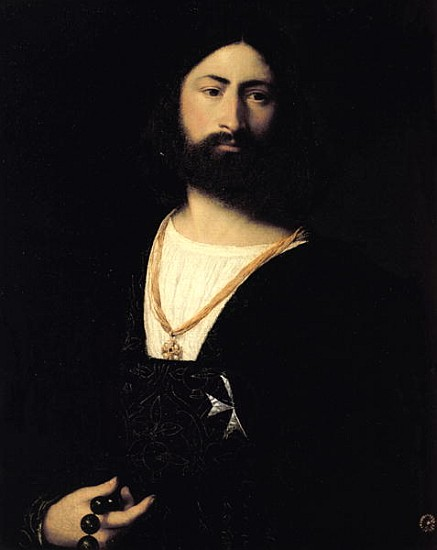
Tizian, portrét neznámého Maltézského rytíře, kolem 1508, Uffizi

Atribuce a datace díla se opírá o jeho styl, nejednoznačnou signaturu a srovnání s jinými Tizianovými díly, jako je La Schiavona. Všechna připsaná data spadají do období přibližně 1509-1512; jeden z obrazů v Ermitáži, který je jím „zjevně inspirován“, je datován rokem 1512. Podle historika umění Nicholase Pennyho může být Muž s modrým rukávcem Tizianovým nejranějším portrétem, nepočítá-li se obraz Maltézský rytíř v galerii Uffizi.
Široce rozložená písmena »T V« vypadají, jako by byla vytesána do kamenného parapetu po obou stranách rukávu a kolem nich jsou trojúhelníkové tečky. Obvykle jsou považována za Tizianovy iniciály (jmenoval se Tiziano Vecellio), ačkoli v infračervené reflektografii je patrné druhé »V«, takže obraz mohl kdysi nést zkratku »VV«. Ta se objevuje na různých benátských portrétech přibližně z tohoto období, včetně několika děl připisovaných Giorgionemu, jako je Giustinianiho portrét nebo Pán s knihou, a také na Tizianově La Schiavona. Jako význam se nabízejí různá morální hesla, například „virtus vincit (omnia)“ („ctnost vítězí nad vším“). »VV« se obvykle nepovažuje za signaturu, ale »TV« by mohlo být Tizianovo. Před čištěním a restaurováním byla signatura doplněna pozdější rukou, takže zněla TITIANUS a monogram s překrývajícími se písmeny »TV«. Stejně jako mnoho dalších obrazů byl obraz občas připisován Giorgionemu, a to až do 20. století.
Obraz byl očištěn v roce 1949, kdy byly pozdější části signatury přemalovány. Modrý rukáv je dobře zachován, části obličeje a okolí ruky jsou setřeny a parapet je „rozsáhle restaurován“. Drobné červené linie představující nitě v látce rukávu jsou již vybledlé a efekt „prohlubní a důlků“ na jeho povrchu je poněkud snížen „blanšírováním“, které snižuje jejich kontrast vůči zbytku rukávu. Vědecké zobrazování odhaluje velmi slabě určitý stupeň podkresby.

### Identita subjektu

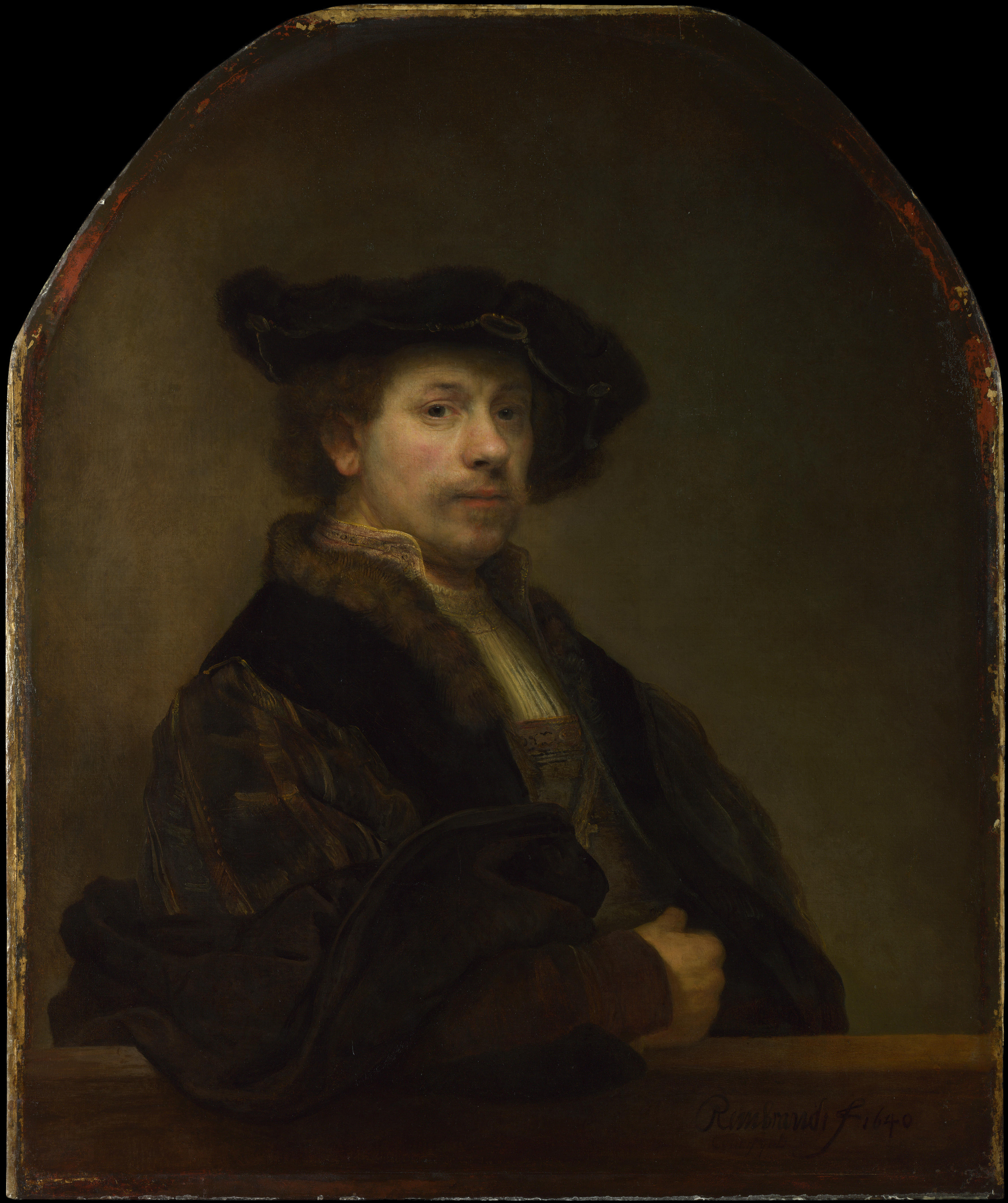
Rembrandtův Autoportrét ve věku 34 let, 1640 (také Národní galerie)

Přinejmenším od 30. let 16. století až do konce 19. století byl obraz považován za portrét básníka Ludovica Ariosta, což však všichni moderní kritici odmítají. Dokonce i když se v roce 1904 dostal do Národní galerie, byl takto identifikován jen „předběžně“, protože se nepodobá jiným Ariostovým portrétům, například (pravděpodobně) jednomu od Palmy il Vecchio, který je rovněž v galerii.
V roce 1895 se poprvé objevila domněnka (od Jeana Paula Richtera), že jde o portrét muže z rodu Barbarigů, neboť Tiziánův portrét „pána z rodu Barbarigů, [umělcova] přítele, kterého si velmi vážil“, „v doubletu z postříbřeného saténu“ popsal Vasari ve svém díle Život Tizianův. Rodina byla tehdy na vrcholu moci a v letech 1485-1501 zásobovala postupně dvě benátská dóžata.
Identifikace Barberigů se setkala s nevolí. Charles Hope v recenzi výstavy zahrnující toto dílo v Národní galerii v literárním magazínu London Review of Books dospěl k závěru, že tvrzení o raném Tizianovi jsou stále příliš spekulativní, a položil otázku: „Proč nepřiznat, že o benátském malířství v prvním desetiletí 16. století toho stále ještě moc nevíme, místo abychom předstírali znalosti, které nemáme?“ Nicméně tuto teorii podpořila Národní galerie v názvu, který použila v roce 2017; jako nejpravděpodobnějšího člena rodiny, který je na portrétu vyobrazen, zvolila Gerolama Barberiga, jemuž bylo v roce 1509 třicet let. Třicet let byl věk, kdy se benátští patricijští muži stávali způsobilými pro významné politické funkce, a možná i vhodný okamžik pro objednání portrétu. Na hradě Alnwick se nachází ještě jeden portrét, který bývá připisován Palma Vecchiovi a který by mohl zobrazovat tutéž osobu a který je rovněž dílem Tiziana.
Historici umění Cecil Gould a Kenneth Clark se domnívali, že by mohlo jít o Tiziánův autoportrét; neexistují ale žádné jiné zaručené obrazy z doby před jeho zestárnutím, s nimiž by bylo možné podobu porovnat. Póza je totiž vhodná pro praváka malujícího sama sebe v zrcadle a tehdejší vypouklá zrcadla mohla tvář mírně prodloužit a vysvětlit mírně povýšený výraz subjektu, který jako by se na diváka díval shora. V tomto období své kariéry se Tizian stával známým portrétistou a možná si přál propagovat své schopnosti před budoucími klienty tím, že jim ukáže autoportrét.
Rembrandt obraz spatřil v Amsterdamu a následujícího roku tuto pózu okopíroval ve svém Autoportrétu ve věku 34 let (rovněž Národní galerie), stejně jako autoportrétní lept z roku 1639, Autoportrét opřený o parapet (Bartschovo číslo B21). Na obou těchto autoportrétech, stejně jako na mnoha dalších, je jeho kostým v mnoha ohledech spíše z Tizianovy doby než z jeho vlastní.

### Provenience

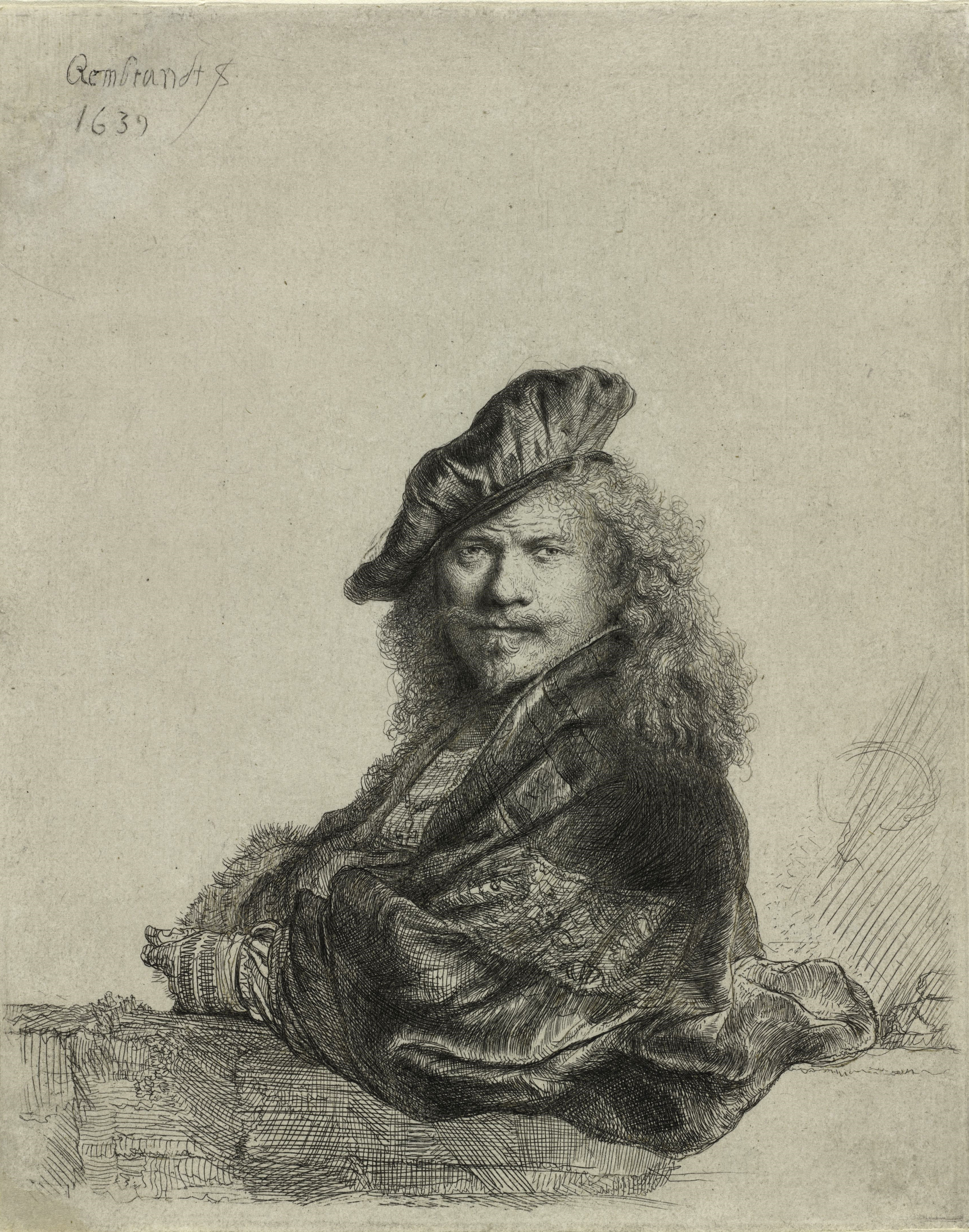
Rembrandtův Autoportrét s paží opřenou o parapet, lept, 1639

Dílo, nebo možná jeho kopie, bylo součástí sbírky Alfonse Lopeze, obchodníka s uměním v Amsterdamu v roce 1639, kde ho Rembrandt mohl vidět, a bylo vyryto s nápisem označujícím Ariosta. Stále označená jako Ariosto byla zřejmě prodána v Paříži v prosinci 1641 a dochoval se k tomu dopis psaný příteli Anthonisi van Dyckovi oznamoval, že je na prodej, a o níž se Lopez pochvalně vyjadřoval. Van Dyck možná zařídil její koupi, ačkoli by byl po smrti dříve, než by ji získal, protože zemřel v Londýně 9. prosince 1641. V soupisu jeho pozůstalosti je však uveden jistý Ariostův portrét od Tiziana.
Poprvé se tento obraz s jistotou objevil ve sbírce Johna Bligha, 4. hraběte z Darnley, v Cobham Hall v roce 1824; on a jeho nástupci jej několikrát vystavovali, a to v British Institution, na výstavě Art Treasures Exhibition v Manchesteru 1857 a také v Královské akademii, a stal se známým, stejně jako verze kdysi umístěná v Mentmore Towers, která je dnes považována za kopii.
V roce 1904 byla prodána siru Georgi Donaldsonovi. Po několikerém vyjednávání ji od Donaldsona získala Národní galerie za 30 000 liber, což byla cena, kterou za ni zaplatil, s přispěním lorda Iveagha, Waldorfa Astora, Johna Pierponta Morgana, Alfreda Beita, vlády a dalších. Prodej znamenal jakýsi zlom po dvou či více desetiletích, kdy se přes Atlantik dostávala vynikající díla z britských šlechtických sbírek, ačkoli v roce 1890 existoval precedens - vládní příspěvek 25 000 liber na skupinu zakoupenou od hraběte z Radnoru, včetně Holbeinových Vyslanců. Díky podobným opatřením se do Národní galerie dostaly Holbeinův Portrét Kristýna Dánská (1909, 72 000 liber) a Klanění tří králů od Jana Gossaerta (1911, 40 000 liber).